# 選択的セロトニン再取り込み阻害薬

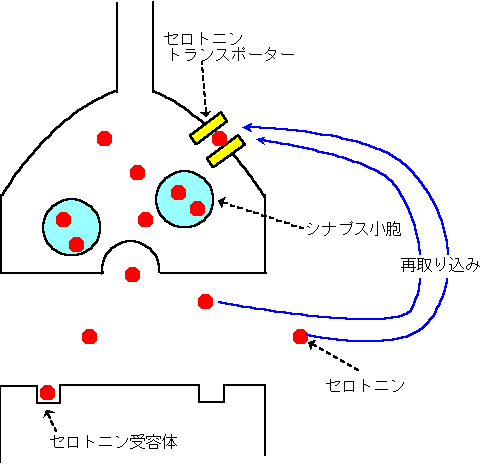
（図1）シナプス模式図

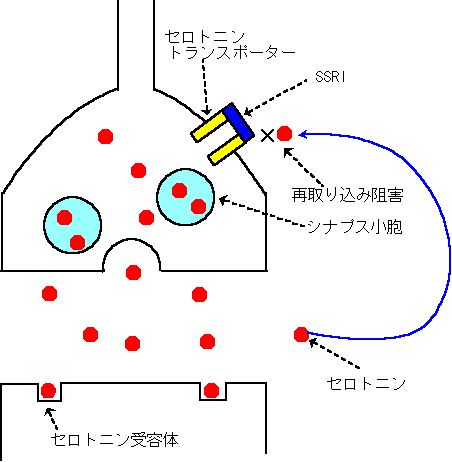
（図2）SSRIの作用模式図

選択的セロトニン再取り込み阻害薬（せんたくてきセロトニンさいとりこみそがいやく、英語: Selective Serotonin Reuptake Inhibitors, SSRI）とは、抗うつ薬の一種。シナプスにおけるセロトニンの再吸収に作用することでうつ症状、病気としての不安の改善を目指す薬。2009年5月現在、日本国内で100万人以上が使用していると推定されている。
旧来の三環系抗うつ薬は副作用があり、医者または患者によっては敬遠されていたことから、副作用を少なく・より選択的に作用することを目的として開発された。肝毒性、心・血管副作用や、鎮静作用、口渇・便秘など、抗コリン作用が原因と思われる副作用は減少したが、セロトニン症候群・賦活症候群・SSRI離脱症候群（中断症候群）など、従来の抗うつ剤ではあまり報告のなかった副作用が発生している。
「選択的」とは、他の神経伝達物質に比べ、セロトニンの再取り込み阻害作用のみで、アセチルコリン受容体などは阻害しないこと、ノルアドレナリン対セロトニン、及びドーパミン対セロトニン比が大きいことを意味する。

## 作用機序
シナプス前ニューロンから放出された神経伝達物質セロトニンはシナプス後ニューロンにあるセロトニン受容体に作用する。シナプス間隙に貯まったセロトニンは、セロトニントランスポーターにより再取り込み（吸収）され、再利用される。うつ状態にある人はシナプスにおけるセロトニンの濃度が低下し、セロトニン受容体にセロトニンが作用しにくい状態となっているという仮説（モノアミン仮説）がある（図1参照）。SSRIはセロトニンを放出するシナプスのセロトニントランスポーターに選択的に作用し、セロトニン再取り込みを阻害する（図2）。このことによって結果的にセロトニン濃度がある程度高く維持される。
現在（2012年）、日本で発売されているSSRIはフルボキサミン、パロキセチン、セルトラリン、エスシタロプラムの4種類である。なおベンゾジアゼピン系抗不安薬などと違いそれぞれ化学構造は大きく異なる。化学構造以外にも、セロトニン再取り込み阻害作用の選択性、各種受容体親和性のプロフィール、薬物代謝、血液中の蛋白結合、副作用プロフィールなども異なっており、臨床上の使用法も異なるとされる。

## 医療用途

### うつ病
2つの臨床試験のメタ分析によって、うつ病の症例の大部分を占める軽症から中等度のうつ病に対するSSRIの効果は、偽薬と比較して僅かかあるいはまったくない一方で、重度のうつ病でのSSRIの効果は臨床的に有意だということが見出された。第二世代の抗うつ薬は、有効/無効が等しいように見える。
2008年、認可されている4つの新しい抗うつ薬の、アメリカ食品医薬品局（FDA）に提出された35の臨床試験を結合したメタ分析が広く報道された（SSRIのパロキセチンとフルオキセチン（日本では未認可）、非SSRI抗うつ薬のネファゾドン（日本では未認可）、またSNRIのベンラファキシンを含む）。具体的には、軽症のうつ病に対して効果量（英語: effect size）が非常に小さく、しかし重症度に伴って増加し、非常に重度のうつ病に対しては「臨床的な有意」に達した。重症度と効果の間の関係は、医薬品の効果の増加よりも、重度のうつの患者での偽薬効果による緩和に起因したと考えられる。この研究における統計上の基盤を疑問視する研究者もいたが、全結果を結合してデータを再分析しても、NICEの「臨床的に有意」な閾値を下回ることが見出された（ただし、パロキセチンとベンラファキシン（日本では開発中止）はこの閾値を上回った）。
2010年のレビューも、軽症から中等度のうつ病ではSSRIの効果は、偽薬と比較して非常に小さいかまったくない一方で、非常に重度のうつ病においては臨床的に有意であるとする結論に至った。
こうした研究結果を受けて、日本うつ病学会による2012年の診療ガイドラインでは、軽症のうつ病に対しては、必ずしも抗うつ薬は第一選択ではないとされている。

## 問題点

### 副作用やリスク
2004年、カーディフ大学のデイヴィッド・ヒーリーによれば、「選択的」は薬理学者と臨床医にとって意味が異なり、薬理学者にとってはノルアドレナリン系以外の全ての脳システムに作用し得るもので、臨床医が脳の一箇所にだけ作用すると考えているとしたら勘違いであると述べている。
SSRIの有効性についてはほぼ評価が確立していたが、2000年代後半には「プラセボよりは有効だが、従来考えられていたほどの効果ではない」として再検討が行われてきた。SSRIの多用でうつ症状が改善する率が3割ほどある一方、悪化する例が3割というように、SSRIの反応性には個人差があることが指摘されている。不安や恐怖感を高める受容体の働きを抑え、抑うつ症状を改善させるSSRIだが、人によっては衝動性を抑える受容体の働きも鈍くなるといわれている。恐怖感がなくなり、さらに衝動性が高まることにより、攻撃的な行動に駆られるのではと考えられている。
SSRIは新薬である、神経症からうつ病まで幅広く作用する、三環系や四環系など従来の抗うつ薬に比べ副作用が少ないなどの背景から、第一選択薬として選ぶ医療機関も多く、多用される傾向にあるが、個人によっては強い副作用が出ることもある。特に、飲み始めにより服用が逆効果になることもあり得る。服用においては、飲み始め・減薬・絶薬・依存を含め、リスクと効果を見極めつつ、個々の体質も含め慎重になされなければならない。
副作用として、食欲不振や増加、体重増加または減少、性欲異常などが比較的多くみられる。特にセロトニンの再吸収阻害作用が強くなるにしたがって性機能副作用は増加する。抗うつ薬の中ではSSRIは取扱が楽であるが、双極性障害（躁うつ病）では、躁転のリスクがあり、単独での使用は推奨されていない。
急に服薬を止めると、めまい、頭痛、幻聴など気分や体調が悪くなることがあるので、重篤な副作用が起きた場合や躁転した場合を除いて、勝手に服用をやめてはいけない。（これらの症状は一過性であり、依存や中毒ではない）このことは、同剤の添付文書にも明記されており、投薬量の増減には慎重な判断が必要である。
賦活症候群（アクチベーションシンドローム）という中枢神経刺激症状を呈することがあり、注意が必要である。症状としては、不安焦燥感、衝動性、不眠、自殺企図などがある。これらの症状にも個人差があり、必ずしもSSRIのみの抗うつ薬に現れるものではない。
18歳以下の若年者に投与する場合には、自殺念慮、自殺企図、凶暴化の増加が報告されている。この害作用はSSRIの適応であるうつ病や不安障害などの病態の進展との区別が難しいことから、その認識が遅れたが、プラセボ（偽薬）を対照として用いるランダム化比較臨床試験成績からその存在が明確になった。
2009年、偽薬効果を研究するハル大学のアービング・カーシュ博士は、アメリカ食品医薬品局（FDA）は、2006年の最新のデータ解析で「プラシーボと比べて、SSRIは24歳までのうつ病患者の自殺志向や自殺行動のリスクを2倍に高める」と結論を下したと述べている。24歳以上も同じだと思われるが、このデータ解析からはまだ結論が出ていない。しかし、米国ではFDAの警告以降に若年者の自殺死者数が増加している。FDA警告の結果、若年者の抗うつ薬治療が少なくなり、結果として自殺者が増えたとすればかえって問題である。
また、近年ではSSRIの長期服用で前頭葉類似症候群(frontal lobe-like syndrome)が起こるという研究がなされている。米国の精神科医、Dr.J.ZajeckaはSSRIを長期に使用した場合、無気力・無関心、疲労感、精神的に鈍い感じが残る状態に陥ることがあるとした。
これらの症状は、SSRIの長期間使用により、前頭葉や脳幹のノルアドレナリンやドーパミン活性が低下し起こると考えられている。これらの症状が出たら処方の変更が推奨される。セルトラリンは、弱いドーパミン再取り込み阻害作用も伴うため、前頭葉類似症候群は起こりにくいとされているが、これも個人差がある。
男女ともSSRIの処方量が増えると、自殺率は低下する。若年者への投与の減少により、若年者の自殺率が増加している。睡眠障害により自殺率は上昇する。不安障害の併存により自殺率は上昇する。アルコールや物質依存により自殺率は上昇する。このように渡邊衡一郎は述べている。

### 社会とSSRI
1999年に起きたコロンバイン高校銃乱射事件では、犯人である少年二人のうち、一人は血液検査から大量のフルボキサミンを服用していたことが確定しており、もう一人も服用していた可能性が極めて濃厚と言われる。事件の被害者の一人は、二人を凶行に走らせた原因はSSRIにあるとして、製作元である会社を告訴したが、裁判によって退けられた。
2001年8月、米国ではカリフォルニアの患者35人が、パロキセチンの重篤な離脱反応で、製造元の英国グラクソ・スミスクライン社を相手に集団訴訟を提訴した。この離脱反応は英国でも問題となり、同社は2003年6月に添付文書での離脱反応が生じるリスク予測を、0.2%から一挙に25%に修正した。 FDAは、2003年6月パロキセチンを18歳以下に使用しないよう勧告、2004年10月には、全抗うつ剤の添付文書に18歳以下での自殺傾向のリスクについて、最も厳しい「黒枠警告」を行うよう指示した。 日本の厚労省は、欧米の動きを受けて、2003年8月パロキセチンを18歳以下の大うつ病性障害には禁忌とするよう添付文書を改訂した。
2012年7月2日、英国グラクソ・スミスクラインがパロキセチンなどの違法販売促進を認め、30億ドルという製薬業界史上最高額の支払いに合意したことを、米司法省が発表した。
日本においては、服用後に突然他人に暴力を振るうなど攻撃性を増したり激高するなど副作用と疑われる症例が、2008年秋までの4年半に医薬品医療機器総合機構に42件寄せられており、使用の際、注意を促しているが、SSRIの副作用は海外でも報告されており、氷山の一角であるとされる。
2009年6月1日に放送された『クローズアップ現代 抗うつ薬の死角～転換迫られるうつ病治療～』で、SSRIの不適切な投与により傷害行為（強盗）に及んだ患者が、医療鑑定で「SSRIの影響がある」と認められた事例が報告された。これは薬害であるが、SSRIの知識に乏しい医師が、SSRI服薬量の急激な増減が危険であることを知らずに、患者の体調報告にあわせて頻繁に投薬量の増減を繰り返していたことも一要因であるとされた。また、この薬はパニック障害で服用した場合、飲み始めてからきちんとした効果が出るまでに二週間前後の時間を必要とするので注意が必要である。また、服用によって、逆に精神のバランスを崩す可能性もあるので、経過観察には注意を要する。
2013年、日本の厚生労働省は、大うつ病性障害に対し、18歳未満に投与しても効果を確認できなかったとして、添付文書を改訂し。医師に慎重な投与を求めるよう日本製薬団体連合会に要請した。対象は「レクサプロ」「ジェイゾロフト」「ルボックス」「デプロメール」、他はSNRIが2製品、NaSSAが2製品の計8製品である。

### 学会の動き
「日本うつ病学会」は、樋口輝彦を委員長とする「抗うつ薬の適正使用に関する委員会」を発足させ、2009年4月17日に第1回委員会を開催した。その後、同学会は、「抗うつ薬の適切な使い方について―うつ病患者様およびご家族へのメッセージ―」を発表した。これは、同委員会での結論が出る前に、現時点で患者や患者の両親などに知っておいてもらいたいことをまとめたものである。

## 薬剤名
「一般名（商品名）」という形式で、具体的薬剤を列挙する。

### 日本で承認済み
- フルボキサミン（デプロメール、ルボックス）

うつ病の場合、1日の最大処方量は150mgまで。ただし、効果不十分の場合、詳記の付記により300mgまで増量できる。
- パロキセチン（パキシル）

うつ病の場合、1日の最大処方量は40mg（強迫性障害の場合は50mg）まで。ただし、効果不十分の場合、詳記の付記により60mg、（CR錠は62.5mg）まで増量できる。
- セルトラリン（ジェイゾロフト）

うつ病の場合、1日の最大処方量は100mgまで。ただし、効果不十分の場合、詳記の付記により200mgまで増量できる。副作用は他のSSRIに比べて弱いが、効き方も弱いので、双極性障害の治療に50mg程度使われることが多い。
- エスシタロプラム（レクサプロ）2011年4月に承認。1日の最大処方量は20mgまで。※詳記による容量の変更はない。

### 日本では未承認
- フルオキセチン（プロザック） - プロザックはアメリカで最も広く用いられている抗うつ薬である。治験がほとんど行なわれていないため、承認申請中ではあるが日本国内における発売は未定である。
- シタロプラム（セレクサ）